# ጠ
Cette page contient des caractères éthiopiques. En cas de problème, consultez Aide:Unicode ou testez votre navigateur.
ጠ (« thä ») est un caractère utilisé dans l'alphasyllabaire éthiopien comme symbole de base pour représenter les syllabes débutant par le son /tʼ/.

## Usage
L'écriture éthiopienne est un alphasyllabaire ou chaque symbole correspond à une combinaison consonne + voyelle, organisé sur un symbole de base correspondant à la consonne et modifié par la voyelle. ጠ correspond à la consonne « th » (ainsi qu'à la syllabe de base « thä »). Les différentes modifications du caractères sont les suivantes :
- ጠ : « thä »
- ጡ : « thu »
- ጢ : « thi »
- ጣ : « tha »
- ጤ : « thé »
- ጥ : « the »
- ጦ : « tho »
- ጧ : « thwa »

ጠ est le 21e symbole de base dans l'ordre traditionnel de l'alphasyllabaire.

## Historique

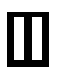
Caractère « t^{1} » de l'alphabet arabe méridional.

Le caractère ጠ est dérivé du caractère correspondant de l'alphabet arabe méridional.

## Variantes
ጠ possède une variante affriquée, ጨ.

## Représentation informatique
- Dans la norme Unicode, les caractères sont représentés dans la table relative à l'éthiopien[1] :
  - ጠ : U+1320, « syllabe éthiopienne thä »
  - ጡ : U+1321, « syllabe éthiopienne thou »
  - ጢ : U+1322, « syllabe éthiopienne thi »
  - ጣ : U+1323, « syllabe éthiopienne tha »
  - ጤ : U+1324, « syllabe éthiopienne thé »
  - ጥ : U+1325, « syllabe éthiopienne the »
  - ጦ : U+1326, « syllabe éthiopienne tho »
  - ጧ : U+1327, « syllabe éthiopienne thwa »